# 400 Fascists
400 Fascists è il primo album della band hardcore punk italiana Cheetah Chrome Motherfuckers, prodotto dalla Cessofonya Records nel 1981.

## Tracce
Lato A
1. Tellyson
2. Four Hundred Fascists

Lato B
1. Eflot
2. Bendix Power / Secret Hate